# Château Latour

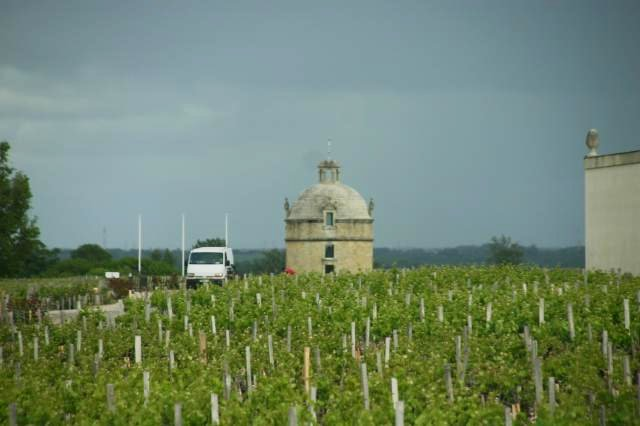
Torre en el Château Latour.

Château Latour es una finca vinícola francesa, clasificada como primer cru en la clasificación de Burdeos de 1855. 
Queda en el extremo de la punto sureste del municipio de Pauillac en la comarca de Médoc (dentro de la región vinícola de Burdeos), en su límite con Saint-Julien, y sólo a unos cientos de metros de las orillas del estuario de la Gironda.
La finca produce en total tres tipos de vino tinto. Además de su Grand vin, desde 1966 ha producido el segundo vino Les Forts de Latour, y un tercer vino comercializado cada año desde 1990 llamado simplemente "Pauillac". 

## Historia
El lugar ha estado ocupado desde al menos principios del siglo XIV y a finales de siglo una fuerte guarnición fue construido a 300 metros desde el estuario para guardarlo contra los ataques en la Guerra de los Cien Años. Esta torre, la de Saint-Maubert o La Tour en Saint-Maubert, dio su nombre a la finca alrededor de la fortaleza y estuvo en manos inglesas hasta el tratado de Castillon de 1453.
La torre original ya no existe, pero en los años 1620 se erigió una torre circular (La Tour de Saint-Lambert) en la finca y aunque en realidad se diseñó como un palomar permanece un fuerte símbolo del viñedo.
Aunque las vides han existido en el lugar desde el siglo XIV, la historia de Latour como un viñedo reputado comenzó a finales del siglo XVII cuando fue heredado por Alexandre de Ségur, que le añadió Château Lafite en 1716. En 1718 su hijo Nicolas-Alexandre expandió sus propiedades al adquirir el Château Mouton y Château Calon-Ségur y empezó a producir vinos de gran calidad.
Aunque quedaban detrás de los vinos Château Lafite en términos de permanencia, los vinos de Latour crecieron en estatura y para el año 1800 valían veinte veces lo que un burdeos medio. Su clasificación como uno de los cuatro primeros crus en 1855 le aseguró un éxito continuado y en los años 1880 se construyó el château actual.
En 1963 la finca finalmente dejó las manos de la familia Ségur cuando sus herederos vendieron tres cuartas partes de las participaciones a las empresas británicas Harveys de Bristol y el grupo Pearson. En 1989 fue adquirido por Allied Lyons por alrededor de 110 millones de libras, y en 1993 volvió a propiedad francesa cuando fue adquirida por el empresario François Pinault por 86 millones de libras.
Latour fue el primero de los premier crus que modernizó toda su producción, reemplazando las cubas de fermentación de roble viejo por acero inoxidable en los sesenta.

## Producción
La finca tiene 78 hectáreas de viñedo, de las que 47 cerca del château se llaman l'Enclos. La composición de variedades de uva es 80% cabernet sauvignon, 18% merlot, y 2% de cabernet franc y petit verdot.
El Grand vin Chateau Latour, típicamente 75% cabernet sauvignon, 20% merlot, con el equilibrio de petit verdot y cabernet franc, normalmente tiene una producción anual de 18.000 cajas.  El segundo vino Les Forts de Latour, típicamente 70% cabernet sauvignon y 30% merlot, tiene una producción anual media de 11.000 cajas.

## Premios
- La cosecha de 1990 de Château Latour fue elegida por la revista Wine Spectator como "Vino del Año" 1993.
- En la Cata de San Diego de 1975, Château Latour y Château Mouton Rothschild consiguió el segundo lugar en una cata de diez.
- En la Cata de Ottawa de 1981, logró el puesto séptimo entre trece.
- En la Cata de Halekulani de 2000, quedó debajo de los tres primeros puestos en un total de 17.

## En la cultura popular
- En la película El Santo, Simon Templar (interpretado por Val Kilmer), mientras sostiene una cena con la Dra. Emma Russell (interpretada por Elizabeth Shue) quien es una científica poco ortodoxa que tiene la fórmula de la fusión en frío anotada en unos papeles pequeños, le pide a un camarero que le traiga Chateau Latour de 1957, el camarero le replica que cada botella cuesta aproximadamente 400 libras esterlinas juzgándolo por su aspecto desarreglado, no obstante él saca unos fajos de dinero de la entrepierna de su pantalón, diciéndole: ¨Entonces tráeme dos botellas, si quieres puedes contarlo¨, todo esto con la finalidad de embriagar a Emma y así poder ir a su casa, ganar su confianza y obtener su diario y los papeles con las fórmulas para luego robarlos. En la escena siguiente se aprecian las dos botellas en la mesa al lado izquierdo de los protagonistas.
- En el episodio de Los Simpson titulado Co-Dependent's Day, Homer y Marge Simpson encargan vino en la taberna de Moe y Moe sólo puede ofrecerles un Latour de 1886, que estaba a punto de tirar. Les cobra cuatro dólares por dos vasos antes de mirar el valor de la botella en una guía de vino.
- En el juego de video Return to Castle Wolfenstein, un Latour de 1938 es un dispositivo del aumentador de presión de la salud encontrado en localizaciones secretas.
- En la película de Pixar Ratatouille (2007), el chef Skinner intenta saber como es que Linguini aprendió a cocinar tan rápido sirviéndole constantemente una botella de Latour de 1961, pues el no daba señas de saber cocinar.
- En la película Les ripoux (1984), René Boirond (Philippe Noiret), un divertido policía corrupto, ofrece una copa de Château Latour a su compañero, el agente Lesbuche (Thierry Lhermitte), un joven recién egresado de la academia de policía, correctísimo y hasta entonces abstemio, quien la acepta y la disfruta.
- En la película La lista de Schindler, al comienzo, el protagonista Oskar Schindler le pregunta a un camarero en un restaurant si acaso tienen para ofrecer vinos Château Latour años 1928 o 1929.